# Erlös-Äquivalenz-Theorem
Als Erlös-Äquivalenz-Theorem (revenue equivalence theorem) bezeichnet man ein zentrales Resultat aus der Auktionstheorie. Es besagt verkürzt, dass der erwartete Erlös des Verkäufers (und auch der der Bieter) über eine ganze Klasse von Auktionsformaten hinweg unter gewissen Standardbedingungen stets identisch ist. Das Theorem geht zurück auf den amerikanischen Ökonomen William Vickrey (1961) und Verallgemeinerungen der Resultate durch Roger Myerson (1981) sowie John Riley und William Samuelson (1981) zurück.

## Darstellung
Sei eine Zufallsvariable der Wertschätzungen aller n Bieter unabhängig und identisch verteilt (i.i.d.) und seien die Bieter allesamt risikoneutral. Betrachte nun zwei beliebige Auktionsformate A1 und A2, die diesen Voraussetzungen genügen, ein symmetrisches Gleichgewicht haben und die überdies die folgenden Bedingungen erfüllen: Zum einen gewinnt derjenige Bieter die Auktion, der das höchste Gebot abgibt, und zum anderen ist der erwartete Erlös eines Bieters mit der niedrigsten möglichen Wertschätzung (in der Regel 0) in A1 und A2 identisch. Dann kann jeder Bieter in A1 und A2 denselben Erlös erwarten und der Verkäufer/Auktionator hat entsprechend in beiden Formaten denselben erwarteten Gewinn.

## Beweis für die Auktion eines Objektes
Sei durch {\displaystyle \beta (v)}, {\displaystyle \beta :[0,{\bar {v}}]\rightarrow \mathbb {R} _{+}} ({\displaystyle {\bar {v}}}: maximale Wertschätzung), das symmetrische Gleichgewicht einer Auktion gegeben. Weiter bezeichnet man mit {\displaystyle m(v)} die sich im Gleichgewicht ergebenden erwarteten Kosten für einen Bieter mit Wertschätzung v. Es ist {\displaystyle m(0)=0} und {\displaystyle \beta (v)} ist streng monoton steigend in seinem Argument (höhere Wertschätzungen → höhere Gebote).
Man nehme nun an, dass alle Bieter {\displaystyle j=1,\ldots ,i-1,i+1,\ldots n} die gleichgewichtige Strategie {\displaystyle \beta } spielen (symmetrisches Gleichgewicht). Betrachte nun den Spieler i. Man stelle sich vor, i bietet nun nicht notwendig das für seine Wertschätzung (die wir mit vi bezeichnen) optimale Gebot {\displaystyle \beta (v_{i})}, sondern stattdessen irgendein {\displaystyle \beta (z)}. Sei nun wie üblich mit Y1 die höchste Wertschätzung aller anderen Bieter bezeichnet. i gewinnt mit seinem Gebot genau dann, wenn {\displaystyle \beta (z)>\beta (Y_{1})}, was wegen der Monotonie der Bietfunktion wiederum {\displaystyle z>Y_{1}} impliziert. Sei weiter G(z) die Verteilungsfunktion von Y1. Dann beträgt der erwartete Gewinn für i gerade {\displaystyle \Pi (z,v_{i})=G(z)v_{i}-m(z)}: Mit Wahrscheinlichkeit G(z) ist das höchste Gebot der anderen tatsächlich geringer (dann gewinnt er und realisiert seine Wertschätzung vi), in jedem Fall aber fallen die erwarteten Kosten m(z) an.
Maximieren der Gewinnfunktion bezüglich z liefert die Bedingung erster Ordnung
{\displaystyle {\frac {\partial \Pi (z,v)}{\partial z}}=G'(z)v_{i}-m'(z)=0\Leftrightarrow G'(z)v_{i}=m'(z)}
Dabei wird {\displaystyle G'(z)=:g(z)} als Dichtefunktion bezeichnet. Im Optimum sollte i gerade {\displaystyle z=v_{i}} setzen, woraus folgt, dass dort {\displaystyle g(v_{i})v_{i}=m'(v_{i})}. Da die Gleichung im nächsten Schritt bereits als Integralgrenze verwendet wird, verwenden wir statt vi im Folgenden teilweise die Variablenbezeichnung y. Integrieren auf jeder Seite liefert
{\displaystyle m(0)+\int _{0}^{v_{i}}yg(y)\mathrm {d} y=m(v_{i})}
Das Integral ist aber nach den Gesetzen über das Rechnen mit bedingten Wahrscheinlichkeiten gerade gleich der Stammfunktion der Dichtefunktion (i. e. der Verteilungsfunktions) evaluiert an der oberen Integrationsgrenze mal dem bedingten Erwartungswert (gegeben, dass Y1 < vi) und somit
{\displaystyle m(v_{i})=G(v_{i})\cdot \mathbb {E} (Y_{1}|Y_{1}<v_{i})},
was den Beweis abschließt, da die rechte Seite lediglich abhängig von der eigenen Wertschätzung und der Verteilung der höchsten Wertschätzung der anderen Bieter ist, aber unabhängig vom verwendeten Auktionsformat.